# Volo Iberia Airlines 401
Il volo Iberia 401 era un volo di routine dall'aeroporto internazionale di Madrid in Spagna all'aeroporto di Los Rodeos a Tenerife. Il velivolo era entrato in servizio per la prima volta con Iberia ancora nuovo nel 1954, venendo battezzato "Santa Maria". Si era formata una fitta nebbia intorno alle 21:17 (9:17 pm) ora locale. Quando l'aereo stava per effettuare l'avvicinamento finale iniziò a calare una fitta nebbia, bloccando la visuale della pista, e il controllore di avvicinamento informò l'equipaggio che la visibilità era al di sotto del minimo richiesto per un atterraggio sicuro, costringendo così il pilota ad effettuare una riattaccata prima di ritentare. Ottenne una buona visuale dell'inizio della pista, ma non del resto e decise di riattaccare nuovamente a circa 1.000 piedi (305 m). Quando applicò la massima potenza l'aereo colpì una scavatrice, un trattore e un minivan a circa 50 metri (164 piedi) dalla linea centrale della pista. L'aereo rimase danneggiato e non poté riguadagnare quota, causando lo schianto nella gola di Los Rodeos oltre alla pista.
L'indagine svoltasi dopo l'incidente accusò il pilota di non aver dirottato a Las Palmas.